# 2009年上海大師賽
2009年上海大師賽（也稱為2009年上海ATP大師1000賽 -贊助商是勞力士）舉辦於室外硬地球場的網球比賽。這是第1屆上海大師賽，被ATP列為世界巡迴賽的大師1000賽。安排在中華人民共和國上海市旗忠森林體育城體育場進行 ，首屆舉行於2009年10月11日至10月18日。
在單打方面會由世界排名第二的2009年澳洲網球公開賽、印第安維爾斯、蒙特卡洛、羅馬大師賽冠軍拉斐爾·納達爾。其他的參賽種子是2008年澳洲網球公開賽冠軍諾瓦克·喬科維奇，2009年美國網球公開賽冠軍胡安·馬丁·德爾波特羅、2009年溫布頓網球錦標賽亞軍安迪·羅迪克。
世界排名第一的羅傑·費德勒原本預定參賽，但已宣布退出，理由是過於背部疲勞。世界第3號安迪·穆雷也原本預定參賽，但已宣佈退出，由於手腕受傷
。

## ATP參賽名單

### 種子球手
| 國籍       | 選手                 | 世界排名1 | 種子排序 |
| ---------- | -------------------- | --------- | -------- |
| 西班牙     | 拉斐爾·納達爾        | 2         | 1        |
| 塞爾維亞   | 諾瓦克·喬科維奇      | 4         | 2        |
| 阿根廷     | 胡安·馬丁·德爾波特羅 | 5         | 3        |
| 美國       | 安迪·羅迪克          | 6         | 4        |
| 法國       | 若-威爾弗里德·特松加 | 7         | 5        |
| 俄羅斯     | 尼古萊·達維登科      | 8         | 6        |
| 西班牙     | 費爾南多·貝爾達斯科  | 9         | 7        |
| 法國       | 吉爾·西蒙            | 10        | 8        |
| 瑞典       | 羅賓·索德靈          | 11        | 9        |
| 智利       | 費爾南多·岡薩雷斯    | 12        | 10       |
| 法國       | 加埃爾·蒙菲爾斯      | 13        | 11       |
| 克羅埃西亞 | 馬林·西利奇          | 15        | 12       |
| 捷克       | 拉德克·斯泰潘內克    | 16        | 13       |
| 西班牙     | 托米·羅布雷多        | 17        | 14       |
| 德國       | 托米·哈斯            | 18        | 15       |
| 西班牙     | 大卫·费雷尔          | 19        | 16       |

- 種子排序根據2009年10月5日ATP世界排名。

### 其他參賽者
在會內賽收到外卡名單:
- 马拉特·萨芬
- 曾少眩
- 公茂鑫
- 厄內斯特·古爾比斯

由會外賽晉級會內賽名單:
- 托馬斯·貝魯奇
- 馬爾科·齊特內里
- 法比奧·福尼尼
- 盧卡斯·古博特
- 米夏埃爾·洛德拉
- 佛羅里恩·梅爾
- 萊納·舒特勒

## 冠軍得主

### 男子單打
尼古萊·達維登科 擊敗  拉斐爾·納達爾 （7-63, 6-3)
- 這是達維登科今年第4個冠軍，同時是職業生涯第18個冠軍。

### 男子雙打
儒利安·貝內托 /  若-威爾弗里德·特松加 擊敗  馬利尤斯·費騰柏格 /  馬辛·麥考斯基（6-2, 6-4）。

## 外部連結
- 官方網址